# لويس سواريز ميرامونتيس
لويس سواريز ميرامونتيس (بالإسبانية: Luis Suárez Miramontes)‏ هو لاعب كرة قدم إسباني سابق، ومدرب كرة قدم سابق ويعد أحد أساطير نادي برشلونة الإسباني وانتر ميلان الإيطالي .
لعب مع منتخب إسبانيا لكرة القدم.

## وصلات خارجية
- لويس سواريز ميرامونتيس على موقع الاتحاد الدولي (مؤرشف)  (الإنجليزية)
- لويس سواريز ميرامونتيس على موقع الاتحاد الأوربي (الإنجليزية)
- لويس سواريز ميرامونتيس على موقع قاعدة بيانات كرة القدم.إي يو (الإنجليزية)
- لويس سواريز ميرامونتيس على موقع ناشيونال فوتبول تيمز (الإنجليزية)
- لويس سواريز ميرامونتيس على موقع عالم كرة القدم.نت (الإنجليزية)